# La Falaise rouge

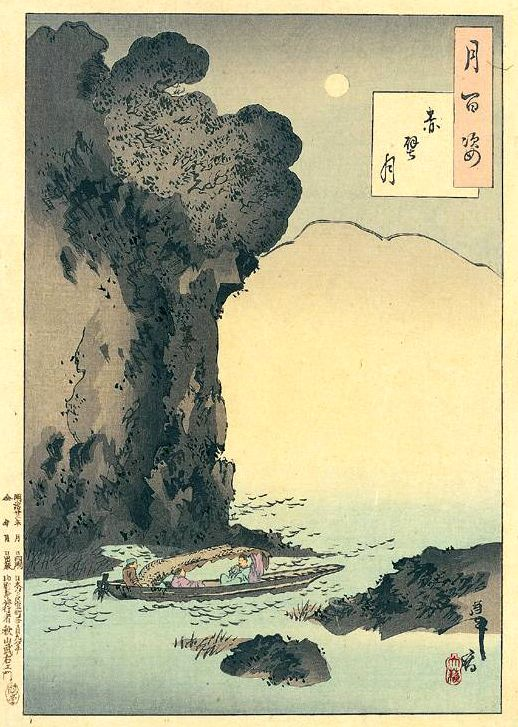
La Lune sur la Falaise Rouge, gravure sur bois de la série "Cent Aspects de la Lune" par Tsukioka Yoshitoshi, 1889.

La Falaise rouge (赤壁賦) est un poème en prose ou fu (賦), en deux parties, écrit en 1083 par Su Shi (蘇軾), lettré, poète, peintre et calligraphe chinois, durant la période Song. Il raconte deux excursions qu’il a faites avec des amis, sur le fleuve Yangzi Jiang, là où Cao Cao (曹操) a été vaincu lors de la bataille de la Falaise rouge.
Ode à la nature, le texte est empreint de culture taoïste.
L’auteur a lui-même calligraphié la première partie du poème, sur rouleau papier. Celui-ci est aujourd’hui conservé au musée national du Palais de Taipei à Taïwan. En 2009, il a fait partie des œuvres présentées dans le cadre d’une exposition consacrée à la Falaise Rouge.

## Texte
Il s’agit d’un poème en deux parties, mais cet article ne traite que de la première.

### Historique
Le 16e jour de la 7e lune, à l’automne 1082, Su Shi et ses amis font deux excursions en bateau sur le fleuve Yangzi Jiang. Ils  remontent le fleuve sur le site où s’est déroulée la célèbre bataille de la Falaise rouge, neuf siècles plus tôt. L’année suivante, un haut fonctionnaire ami de Su nommé Fu Yaoyu (en) 傅堯俞 (1024-1091), lui demande d’écrire un texte racontant les deux voyages. En réponse à ce souhait, il compose un  poème en prose en deux parties, ou fu, intitulées : «Odes à la falaise rouge».
À la fin du rouleau figure la phrase : «Su Shi a composé ce fu l'année dernière(苏轼 軾去歲作此賦)», ce qui indique que l'année de rédaction est 1083, soit la sixième année de Yuanfeng (元豐). Mais, quand celui-ci le remet à son ami, il le supplie de n’en parler à quiconque et de le tenir caché, craignant une réaction négative de la part de l’empereur Song Shenzong, au cas où il en prendrait connaissance. En effet, la La Falaise Rouge est écrite durant la période où une rivalité politique oppose les « conservateurs »(dont il fait partie) aux « réformistes » dirigés par le vice-premier ministre en exercice Wang Anshi.
Ayant déjà connu l’exil à cause de ses écrits, Su est sur ses gardes, d’où les craintes exprimées ici.

### Histoire vécue ou fiction
Presque tous les spécialistes s’accordent pour considérer le poème comme rapportant une expérience vécue. Mais le  sinologue américain Robert E. Hegel (en) n’est pas de cet avis. Selon lui, toutes les précisions données dans le poème (date, circonstances, lieu, heure, les sons, les images…), laissent penser qu’il s’agit d’une histoire vécue. Il en doute et écrit : 

« Le texte donne la date précise et les circonstances de la sortie sont présentées de manière très détaillée. Les lecteurs sont également informés des images et des sons du lieu et de l'heure […]. Ainsi, la pièce a généralement été lue comme s'il s'agissait d'un journal intime détaillé. Mais ce n'est pas le cas. Il ne s'agit pas non plus d'un récit entièrement fictif. C'est une sorte d'essai, un fu, mais pas comme le fu en prose "wenfu"  développé à cette époque dans le cadre du mouvement guwen ou prose classique […]. C'est un exercice littéraire composite, une œuvre d'art très soigneusement construite qui suggère une variété de lectures, en plus de l'interprétation commune de l'œuvre comme autobiographie,. »

### Résumé  de la première partie
Su Shi et ses amis font une croisière sur le Yangzi Jiang, sur les lieux où se déroula en 208-209 la bataille de la Falaise rouge, qui vit la défaite du seigneur de guerre Cao Cao. C’est une nuit de pleine lune. Un vent léger souffle, trop faible pour faire danser les vagues. L’atmosphère est paisible. Pour saluer cette quiétude, Su Shi invite ses compagnons à boire une coupe de vin, avant de réciter un poème adressé à la lune qui brille.
Un de ses amis musicien l'accompagne à la xiao, flûte traditionnelle chinoise. La mélodie est triste. Su Shi lui en demande la raison. Celui-ci lui répond que dans les moments simples de plaisirs partagés, comme c’est présentement le cas, il se sent envahi par la nostalgie du lieu, où jadis Cao Cao a été vaincu.
Su Shi lui répond qu’il faut profiter des trésors éternels tels que le vent et la lune sans penser à rien d’autre. Sans chercher non plus à se les approprier car ils n’appartiennent en propre à personne, qu'entre le ciel et la terre, chaque chose a son propre maître. Le vent soufflant sur la rivière et le reflet de la lune sur les montagnes sont des trésors inépuisables dus au Créateur. Ils doivent être contemplés dans leur éternité, non en fonction de leur aspect changeant. Les écouter, les regarder tels qu’ils sont. Rien de plus.
Après avoir entendu ces paroles, l’ami musicien sourit, apaisé et heureux. Puis, tous ensemble ils terminent leur repas, boivent du vin et s’endorment sur le bateau.
En sa qualité de lettré sous l’époque des Song, Su Shi a une triple culture : confucéenne, bouddhiste chán et taoïste ; l’empreinte de cette dernière, le rapport à la nature, transparaît dans le poème.

### Traduction
Le poème de Su Shi a été traduit en français par le sinologue Jacques Pimpaneau, dans son ouvrage Su Dongpo. Sur moi-même (2003 et 2017),.

## Calligraphie

### Description
Le rouleau présenté ci-dessous a été calligraphié en 1083 par Su Shi, à l’encre sur papier, dimensions 23,9 cm × 258 cm. Il est détérioré et incomplet, car il manque trente-six caractères de la première partie du poème.
On y distingue également l’écriture de trois autres scripteurs, qui l’ont complété et annoté quatre ou cinq siècles plus tard : le poète Wen Zhengming (文徵明)(1470-1559) ou son fils Wen Peng (en) (文彭) (1497-1573), créateur de sceaux ; le calligraphe Dong Qichang (董其昌),(1555-1636) ; le peintre Xiang Shengmo ou Xiang Yuanbian (項元汴) (1597-1658?).

### Exposition de 2009 au musée national du Palais de Taipei
En 2009, du 28 mai au 31 août, le musée national du Palais de Tapei,Taïwan a consacré une exposition à la Falaise Rouge, intitulée :
 « Mille, mille vagues tourbillonnantes. L'héritage légendaire de la Falaise Rouge »
(A Thousand, Thousand Churning Waves: The Legendary Red Cliff Heritage),
dans laquelle l’historique du poème de Su Shi et le rouleau qu’il a calligraphié était présentés, dans la section :
 « Réminiscences : les récits artistiques » (Reminiscenses: the Artistic Narratives).

## Sources
- (en) Robert E. Hegel (en), « The Sights and Sounds of the Red Cliffs :On reading Su Shi », Chinese Literature: essays, articles, reviews, vol. 20,‎ décembre 1998, p. 11-30 (20 pages) (lire en ligne, consulté le 23 décembre 2021)
- Véronique Alexandre Journeau, « Promenade dans la Chine poétique : Esquisse d’un florilège de la poésie chantée des Tang aux Song, p.10-11 », sur hal archives ouvertes.fr, 2013 (consulté le 23 décembre 2021). L’auteure cite une traduction du poème par Jacques Pimpaneau, ouvrage mentionné, p.53-56.
- Jacques Pimpaneau, Su Dongpo.Sur moi-même, Arles, Éditions Philippe Picquier, 2017 (première parution en 2003), 208 p. (ISBN 978-2-8097-1240-7), p.53-56.
- Jacques Pimpaneau, Chine. Histoire de la littérature, Arles, Éditions Philippe Picquier, 2004, 452 p. (ISBN 2-87730-702-6) (Première édition en 1989 : 444 p.  (ISBN 9782877300292); dernière édition en 2016, 656 p.  (ISBN 978-2809712100)).